# 塞巴斯蒂安·豪普特
塞巴斯蒂安·豪普特（德語：Sebastian Haupt，1985年12月17日—），德国男子钢架雪车运动员。他曾代表德国参加国际雪车联合会世界锦标赛，获得一枚金牌。他也曾参加2006年冬季奥林匹克运动会。